# Ioan Cheresteș
Ioan Cheresteș (n. secolul XIX – d. secolul XX) a fost un deputat în Marea Adunare Națională de la Alba Iulia, organismul legislativ reprezentativ al „tuturor românilor din Transilvania, Banat și Țara Ungurească”, cel care a adoptat hotărârea privind Unirea Transilvaniei cu România, la 1 decembrie 1918 :p. 72 .

## Biografie
A fost președinte al Consiliului Național Român din Sântioana, comuna Țaga :p. 72.

## Activitatea politică
Ca deputat în Adunarea Națională din 1 decembrie 1918 a fost delegat supleant al Cercului Electoral Gherla :p. 167.